# Chó chăn cừu Đông Âu
Chó chăn cừu Đông Âu (tiếng Anh: East-European Shepherd (VEO); tiếng Nga: Восточно-европейская овчарка (ВЕО)) - là một giống chó được phát triển trong những năm từ năm 1930 đến 1950 dựa trên Chó chăn cừu Đức để tạo ra giống chó có khả năng chống chịu cái lạnh cao hơn để sử dụng trong quân đội, công an và công an biên phòng ở Liên Xô. VEO cũng được sử dụng làm chó dẫn đường cho người khiếm thị và có chó điều trị VEO. Loài này rất phổ biến ở Nga, nơi nó bước vào một nền văn hóa công cộng và có được một vị thế huyền thoại như một con chó vô cùng thông minh và trung thành dành cho chủ nhân của chúng. Loài này nổi tiếng ở các nước Cộng hòa Xô Viết cũ. Ở phương Tây, Chó chăn cừu Đông Âu là một giống hiếm không được biết đến nhiều: thông tin về giống trên các nguồn trực tuyến, bằng tiếng Anh, bị hạn chế và thường không chính xác hoặc bị bóp méo.